# 구모 (영화)
《구모》(영어: Gummo)는 1997년 개봉한 미국의 드라마 영화이다. 하모니 코린의 감독 데뷔작이며, 코린이 각본 역시 맡았다. 개봉 당시 전역 개봉에 실패하는 바람에 좋지 않은 흥행 성적을 거뒀지만, 이후 좋은 평가를 받으며 알려지기 시작하면서 컬트 영화로 자리매김하게 되었다.

## 출연
- 제이콥 레이놀즈
- 클로에 세비니
- 하모니 코린
- 다니엘 마틴
- 맥 페리치
- 린다 맨즈

## 기타
- 공동제작: 스콧 매콜레이
- 공동제작: 로빈 오하라
- 미술: 데이빗 도엔버그
- 의상: 클로에 세비니
- 배역: Lyn Richmond